# Друкарство

Типовий робочий процес публікації для статті в академічному журналі (препринт, постпринт і публікація) з правами відкритого доступу

Друка́рство — принцип одержання відбитків письмових знаків за допомогою тиснення.
Отримані таким чином роботи можна використовувати у великих кількостях — що і стало суттю друкарства. До цього винаходу, на створення та відтворенням рукописних документів і книг мали монополію лише невелика кількість фахівців (особливо освічені ченці монастирях). Здійснюється при контакті друкарської форми із задруковуваною поверхнею за рахунок перенесення барвника (фарби) з першої на другу. Застосовується як для тиражування, так і для отримання одиничних художніх творів.
Друкарня і саме друкарство дали змогу вперше масово поширювати знання та інформацію, новини та думки, вільні від контролю з боку церкви і держави. Згодом саме інформація, почерпнута із видрукованих засобів супроводжувала чи спричиняла масові соціальні потрясіння — тобто ставала однією з рушійних сил людства (епохи Відродження і епохи Просвітництва, і відігравала важливу роль у становленні середнього класу. Відтак друкарство розглядають як головний чинник соціального та культурного впливу на історичні процеси людства.
Друк може здійснюватися практично на будь-які тверді поверхні. Поширеними матеріалами для друку є папір, картон, тканина, метал, скло, пластмаси та полімери, камінь.

## Історія друкарства
Зачатки друкарства відомі вже в Стародавньому Єгипті і державах Межиріччя, де за тисячі років до Різдва Христа вироблялися печатки з ієрогліфічними знаками (пізніше у вавилоняни та персів знаходять схожі відтиски). В ті ж часи і на сході материка, в давньому Китаї, теж зароджувалися схожі процеси, які перетворилися в перші друкарські верстати, а відтак і перші друкарні. А через десять століть Йоганн Гутенберг запровадив чимало новацій у друкарстві в Європі.
За носій тексту правили спеціально оброблені шкіри тварин — пергамент або прототип паперу — папіруси (найдавніші єгипетські папіруси відносяться до XXV ст. до нашої ери). На початку ХІ століття у Китаї почали друкуватися книги із використанням пересувних літер, виконаних із глини або дерева. У XIV столітті у Кореї почали застосовуватися для друку рухомі металічні літери. Практично з самого початку у рукописах й «поліграфії» використовувалися декілька кольорів.
Спочатку записана інформація мала вигляд сувоїв. Пізніше вони почали сполучатися, і такі блоки листів стали називати кодексами. Відомі стародавні бібліотеки відносяться до 2–3-го тисячоліття до н.е., і створювалися вони зусиллями переписників. Переписник часто «виправляв» незрозумілі йому місця, вносячи суб'єктивні спотворення. Іноді такі спотворення уводилися свідомо на користь політичних, ідеологічних або релігійних поглядів.

### Книгодрукування у Китаї
У Китаї з VI–VIII ст. способом ксилографії (різьблення по дереву) виготовлялися цілі сторінки текстів. Пізніше китаєць Бі Шен у 1041–1049 роках використовував рухомі розбірні літери для друку з допомогою матриць і пуансонів. Вперше набірний друк з використанням дерев'яних літер було винайдено у Китаї, автор винаходу — Ван Чжень (1290—1333 рр.).

### Книгодрукування у Європі
Книгодрукування у Європі з'явилося у середині XV ст. у Німеччині завдяки зусиллям Йоганна Гутенберга (літери з глини). До 30 вересня 1452 року перші невеликі книжечки друкував голландець Лауренс Костер і деякі інші майстри. Люди писали на глиняних пластинках, які потім обпалювалися на сонці.

### Книгодрукування у Німеччині
30 вересня 1452 року в друкарні Йоганна Ґутенберґа вийшла в світ перша в Європі велика друкована книга — Біблія. До того майстер друкував лише пробні маленькі книжечки на кшталт підручників, та саме Ґутенберґ поставив друкарство на промислову базу. За першим разом було надруковано 180 примірників Біблії, з яких дотепер залишилося тільки 48. Приймаючи до уваги рівень освіти населення у Європі, тираж був немалий. Саме відтоді починається епоха «Зрілого Відродження», бо рукописні «Божественна комедія» Данте, сонети Петрарки, «Декамерон» Бокаччо ще не мали сили зрушити духовну культуру Західної Європи. А от після появи друкованої Біблії до масового читача дійшли не тільки релігійні видання, а і твори багатьох античних та тогочасних авторів.

### Світська книжка
До кінця століття в Європі існувало вже близько тисячі друкарень у 246 містах, які випустили близько 40 тис. видань тиражем 12 млн примірників. Таке масове читання книжок стимулювало розвиток філософської думки, і на початку XVI століття вже з'являються твори, які були визначальними для розвитку європейської культури і науки — «Похвала глупоті» Еразма Ротердамського (1509), «Дзеркало для очей» (1511) і «Листи до знаменитих людей» (1514) Йоганна Рейхліна, «Листи до темних людей» Ульріха фон Гутенна (1515), «Золота книга» про острів Утопію Томаса Мора (1516), «Гаргантюа і Пантагрюель» Франсуа Рабле (1532—1564), книги Джироламо Кардано з медицини і математики (1536—1545), книги з фізики і математики Нікколо Тартальї (1557), мистецтвознавчі трактати Бенвенуто Челліні (1540—1570 рр.). Без друкарства була би неможливою Реформація. Тези Мартіна Лютера тільки тому були підтримані широкими верствами суспільства, що були роздруковані масовим тиражем. Велике значення для розвитку науки мав вихід книги Миколая Коперника «Про обертання небесних сфер» (1543), яка було опублікована накладом у 1 000 примірників. Всупереч поширеній думці, книга Коперника зацікавила католицьку церкву, яка після нових розрахунків, складених на основі теорії Коперника, провела реформу календаря. Лише 1616 року, на домагання єзуїтів священна конгрегація ухвалила: книгу Коперника тимчасово затримати «аж до її виправлення». Але процес вже пішов — ще до свого спалення Джордано Бруно опублікував велику книгу «Бенкет на попелі» (1584), а Галілео Галілей — «Зоряний вісник» (1609). А далі розкуті думки Гуго Гроція, Френсіса Бекона, Томмазо Кампанелли, Томаса Гобса, Джона Локка, Баруха Спінози формували суспільну свідомість цілої Європи, готуючи її до епохи Просвітництва. Попит на книги стимулював видавницьку діяльність як джерело прибутку. Першу видавничу компанію заснувала родина Мануціїв у Італії, яка існувала у XVI ст. Дещо пізніше у Франції добре ілюстровані книжки видавав Плантеп. Відоме німецьке видавництво Брокгауза було засноване 1805.

### Друкарство у технологічну епоху
З XIX століття почалося удосконалювання типографських машин.
Німець Ф. Кеніг у 1811–14 роках побудував першу швидкісну друкарську машину, а американці Р. Хое (1856) і У. Буллок (1863) винайшли ротаційний верстат. Пізніше з'являється лінотип — машина яка відливає цілі набірні рядки (винахідник — німець О. Моргенталер), а на початку XX ст. — офсетний друк, ксерографія і т. д.

### Друкарство у слов'ян
У 1468 році у Пльзені (Західна Чехія) виходить «Хроніка Троянська», видана не латинською, а рідною мовою, в 1491 році у Кракові — тодішній столиці Польщі — «Осьмогласник». Це перша з книг, які Швайпольт Фіоль почав друкувати кирилицею, що, як відомо, дала початок абеткам України, Білорусі, Сербії, Болгарії і почасти Румунії (Валахія, Молдова).
У фондах старовинних книг Національної бібліотеки України можна побачити примірник «Осьмогласника» (1494), випущений першим південнослов'янським друкарем ієромонахом Макарієм у Чорногорії, що поклало початок південнослов'янським і молдово-румунським кирилівським виданням.
Слов'янські книги першим друкувати почав німець Швайпольт Фіоль (бл.1460 — після 1526) у Кракові. Його книги були відомі в Україні ще у 20-х роках XVII століття. А в Східній Європі першим слов'янським друкарем був білорус Франциск Скорина, який працював у Вільні з 1525 року, а до того у Празі.

### Друкарство в Україні
У період протистояння між католиками і православними, коли основна маса населення, тогочасної України, сповідувала православну віру, а польські магнати насаджували католицизм, виникла потреба друкованих книжок. Саме в той час виникають братства, які, отримуючи підтримку константинопольських патріархів та ієрархів православної церкви на ставропігію, скористалися можливістю самостійно вести свої справи. Тож у борні за віру та паству постало тогочасне українське друкарство, а люди, які були першими друкарями, відігравали важливу роль у суспільно-політичному житті краю.
Уже з кінця XV століття на території Королівства Польського і Великого князівства Литовського виникли друкарні, які діяли у Кракові, Вільні та Несвіжі. Там були надруковані перші кириличні книги церковнослов'янською мовою.

#### Поява друкарень на теренах України
Перші друковані книги староукраїнською мовою видав Швайпольт Фіоль у своїй друкарні в Кракові («Осьмогласник» (1491) з дереворитом «Розп'яття», «Часословець» (1491), «Тріодь пістну» (не датована) і «Тріодь цвітну» (1491)) — яскраві взірці книжок для церковного ужитку. Як і «Псалтырь» Франциска Скорини, видрукований 1517 році у Празі — посібник для шкільних потреб, так й інші церковно-світські книги проникали на терени України та переписувалися від руки в численних копіях.
А в межах України появу першої друкарні причисляють львівському братству, коли у 1460 році львівський міщанин Дропан Степан подарував свою друкарню львівському Онуфріївському монастирю. Це перша з відомих згадок про друкарство в Україні і Львові зокрема, хоча і значної лепти в розвій друкарства ця подія не дала.
Натомість, уже інша, друкарня заснована у 1573 році Іваном Федорови́чем у Львові — стала фундаментом для всього книговидавництва на теренах східної Європи. Вигнаний з Москви дяк Федорович, пригрітий гетьманом Ходкевичем у Заблудові, налаштував плідну співпрацю з львівським братством і видрукував у Львові книгу «Книгу діянь і послань апостольських», або «Апостол» (за сучасним найменуванням).
Суттєвим поштовхом в друкарстві, в межах сучасної України, став 1572 рік, коли польський сейм дав змогу дітям українських міщан, магнатів, поміщиків навчатися українською мовою, тож для цього потрібні були підручники, виданням яких і почали активно опікуватися братства. Видрукований Іваном Федоровим 15 червня 1578 року «Буквар» в Острозі — перша книжка нелітургійного та нецерковного характеру, яка містила просвітницькі тексти староболгарською мовою, азбуки грецькі, церковнослов'янські.
Пізніше почали діяти Острозька друкарня, Києво-Печерська друкарня та інші. Зокрема в українському Бересті існувала друкарня вже в 60-х роках XVI століття.
Львівське і Успенське братство, Острозька академія та друкарня стали центрами з яких почалися книгодрукування і просвітницька робота на теренах України і дали поштовх народженню інших друкарень. А фундамент друкарства на українських землях заклали перші друкарі, меценати та просвітителі: Швайпольт Фіоль, Юрій Дрогобич, Франциск Скорина, Симон Путний, Василь Тяпинський, гетьмана Великого князівства Литовського Григорій Ходкевич (зі своєю друкарнею в Заблудові), князь Костянтин Острозький і, звісно, Іван Федоров.

#### Друкарні

Анатолій Галян. Скульптурна група «Друкарі», Львів.

Пізніше найвідомішими українськими друкарнями стали Львівська братська (заснована 1573), Острозька (1560), Києво-Печерська (1606), Почаївська (1618) та інші. З 1805 лідерство переходить до Харківської університетської друкарні, яка за перші 25 років надрукувала близько 300 книг. Пізніше до видавничої справи долучилися відомі українські культурні діячі. П. Куліш у 1860–62 роках видав 39 випусків «Сільської бібліотеки», а І. Франко видав серію книг «Літературно-наукової бібліотеки». Видавничою діяльністю у Львові займалися «Народний дім», «Ставропігійський інститут», «Галицько-руська матиця». У Наддніпрянській Україні наприкінці XIX — на початку XX ст. у Києві відомими видавцями були І. Самоненко, Л. Ідзиковський, О. Череповський, в Одесі — Ю. Фесенко. Також треба відзначити єврея Якова Оренштайна, який на власні гроші заснував на початку XX століття у Коломиї, а пізніше у Берліні видавництво «Українська накладня». Видавництво публікувало ілюстровані твори українських класиків та тогочасних письменників, шкільні підручники, літературу для дітей та юнацтва. За популяризацію української книги Оренштайн, доля якого залишилася невідомою після 1939 року, заслужив щиру подяку від світового українства.
Разом із розвитком книгодрукування розвивалося і друкування газет. Прообразом газет були рукописні інформаційні бюлетені у Давньому Римі, а подібні до них стали поширені у Європі з XVI ст. Першою справжньою газетою стала німецька «Aviso Relation und Zeitung», яка вперше вийшла у 1606 році. Далі з'являються газети у Голландії (1616), Англії, Франції. Англійська «Weekly News from Italia and Germany» виходила з 1622 року, а назву газеті дала французька «La gazette». У Росії перша газета «Ведомости» вийшла при Петрові І у 1702 році. На території України перша газета «Львівська газета» вийшла французькою мовою («Gazette de Leopol») у Львові 1776 року в друкарні Піллера. Російською мовою виходили газети «Харьковскіе ізвестія» (з 1817), «Одесский вестник» (з 1827). Під час революції 1848 у Львові починають виходити україномовні газети «Зоря галицька», орган Головної Руської Ради і антагоністичний їй «Дневникъ Рускій», орган Собору Руського, видаваний Іваном Вагилевичем. «Зоря галицька» видавалася до 1851 року на кошти Ставропігійського інституту.

### Друкарство в УРСР
Протягом 1918–1963 років в УРСР видано 210 тисяч назв книг загальним тиражем понад 2,8 мільярда примірників. Більшість книг виходить українською мовою, водночас читач одержує літературу, друковану в Україні мовами радянських народів та народів зарубіжних країн (дивись русифікація), а також значну кількість перекладних видань. Вже у 1962 році на 100 чоловік населення припадало 279 примірників книг.
В сучасних друкарнях є цехи основного виробництва (складальні, фотоцинкографські, стереотипні, виготовляння офсетних форм і форм глибокого друку, друкарські та брошурувально-палітурні) і допоміжного (наприклад, ремонтно-механічні).

## Умови праці
Основні норми та правила щодо безпеки праці та обмеження несприятливої дії шкідливих виробничих факторів (фізичних, хімічних, біологічних тощо), зниження ризику розвитку професійних і виробничо-зумовлених захворювань та захисту здоров'я працівників друкарського виробництва встановлюють державні нормативно-правові акти з охорони праці, зокрема НПАОП 22.1-1.02-07. «Правила охорони праці для підприємств та організацій поліграфічної промисловості» та ДСанПіН 3.3.1-176-2011 «Підприємства та організації поліграфічної промисловості».

## Види друку
В залежності від фактурної будови друкарської форми друк поділяють на високий, глибокий, плоский та спеціальний.
Вибір матеріалу для друкарської форми та його організація (цілісна пластина, збірна форма або комп'ютерний файл) призводить до виділення таких видів друку, як
- офорт: офорт на цинку, мідьорит (меццо-тинто), гравюра на сталі;
- гравюра: дереворит (ксилографія), лінорит, гравюра на склі, гравюра на картоні;
- літографія;
- гектографія;
- монотипія;
- шовкографія;
- Офсетний друк;
- флексографічний друк;
- тамподрук;
- лазерний друк;
- струменевий друк;
- інші спеціальні види друку.

## Порівняння методів друку
| процес друку         | спосіб передачі                             | тиск    | розмір краплі | динамічна в'язкість | товщина фарби на підкладці | примітки                                                                                            | рентабельний наклад                                              |
| -------------------- | ------------------------------------------- | ------- | ------------- | ------------------- | -------------------------- | --------------------------------------------------------------------------------------------------- | ---------------------------------------------------------------- |
| Офсетний друк        | ролики                                      | 1 МПа   |               | 40-100 Па·с         | 0.5-1.5 мкм                | висока якість друку                                                                                 | >5,000 (A3 trim size, sheet-fed) >30,000 (A3 trim size, web-fed) |
| Ротоґравюра          | ролики                                      | 3 МПа   |               | 50-200 МПа·с        | 0.8-8 мкм                  | можливе нанесення фарби товстим шаром, відмінне відтворення зображення, краї букв та ліній зубчасті | >500,000                                                         |
| Флексографічний друк | ролики                                      | 0,3 МПа |               | 50-500 МПа·с        | 0.8-2.5 мкм                | висока якість (тепер в HD)                                                                          |                                                                  |
| Високий друк         | валик                                       | 10 МПа  |               | 50-150 Па·с         | 0.5-1.5 мкм                | повільне сушіння                                                                                    |                                                                  |
| Трафаретний друк     | пресування фарби через отвори в поверхні    |         |               |                     | <12 мкм                    | універсальний метод, низька якість                                                                  |                                                                  |
| Електрографія        | електростатика                              |         |               |                     | 5-10 мкм                   | |                                                                  |
| Струменевий принтер  | термічний                                   |         | 5-30 pl       | 1-5 Па·с[джерело?]  | <0.5 мкм                   | | <350 (A3 trim size)                                              |
| Струменевий принтер  | п'єзоелектричний                            |         | pl 4-30       | 5-20 МПа s          | <0.5 мкм                   | | <350 (A3 trim size)                                              |
| Струменевий принтер  | безперервний                                |         | 5-100 pl      | 1-5 МПа·с           | <0.5 мкм                   | | <350 (A3 trim size)                                              |
| Трансферний друк     | термічне нанесення плівки або декалькоманія |         |               |                     |                            | метод декорування емалі або кераміки                                                                |                                                                  |

## Технології друку
Існує низка технологій друку.
- Найдавнішою є технологія перенесення вологої фарби з друкарської форми на задруковувану поверхню за рахунок механічного тиску; отриманий відбиток після процесу друку має висохнути. Таким вологим способом вперше отримували відбитки долонь на стінах печер ще первісні люди в добу палеоліту. Перенесення фарби при вологому друкові у наш час контролюється або валами, між якими пропускають стиснені друкарську форму та майбутній відбиток, або пресом, яким згори притискають друкарську форму разом з відбитком, або ж колодкою-рейбером, яка діє за принципом праски, пересуваючись по зворотній поверхні майбутнього відбитка, прикладеного до друкарської форми. Вологим способом здійснюється офортний друк, друк гравюр та літографій, офсетний, флексо- та тамподрук.
- Особливою технологією друку є монотипія, яка полягає в ручному нанесенні зображення на друкарську форму з повним (безслідним) перенесенням його на задруковувану поверхню під дією розчинника і механічного тиску або ж високої температури. Друкарська форма при цьому не бере участі у формуванні зображення.
- Трафаретний друк
- Шовкографія являє собою окрему технологію друку. В ній друкарською формою служить тканина з нанесеним на неї непроникним для фарби шаром клейкої речовини; фарба продавлюється через тканину рейбером у місцях відсутності захисного шару, формуючи на задруковуваній поверхні растрове зображення.
- Існує технологія друку сухим барвником (тонером), який наноситься на задруковувану поверхню або механічним тиском (матричний, лінійно-матричний друк), або за допомогою намагнічування друкарських поверхонь з подальшим припіканням для утримування на задруковуваній поверхні (лазерний друк, термодрук).
- Сучасні технології дозволяють друкувати й рідкими чорнилами, формуючи друкарський відбиток безпосереднім розбризкуванням чорнил на задруковувану поверхню; отриманий таким способом відбиток має висохнути. Така технологія поширена у струменевих принтерах для друку на папері і тканині, а також на харчовому (зазвичай рисовому) папері з використанням харчових барвників.
- Твердочорнильний — для друку використовуються брикети твердих фарб, що відповідають CMYK.
- Друк ультрафіолетовими чорнилами — уф-друк дозволяє друкувати як на рулонних, так і на твердих листових матеріалах, таких як стінові та стельові панелі, композитні матеріали, керамічна плитка, коркове покриття, лінолеум, килимове покриття, дерево, ДВП, ДСП, оргскло і скло, шпалери, полотно, тканина, картон і папір, плівка, пластик і ПВХ, металеві поверхні і багато іншого.[5]

## Шрифт
Шрифт є основою набору. Виготовлення книги — це перш за все використання шрифтів для розташування їх елементів у смузі, тобто набір. Вибір наявних шрифтів для тексту, розташування слів й абзаців на паперових смугах або інших носіях (стендах, вивісках тощо) є областю оформлення, яка потребує багаторічного навчання й регулярної практики.
Не дивлячись на існування численних видів, шрифти, які проєктувалися, відповідали по формі духу свого часу. Найбільш значущими дизайнерами шрифтів стали: Антон Єнсон (1620—1687), Вільям Кеслон (1692—1766), Джон Баскервілль (1708—1775), Жанбаттист Бодоні (1740—1813) й Юстус Еріх Вальбаум (1768—1838).
У ХХ ст. були відомими шрифти Еміля Рудольфа Вайса (1875—1942) (Вайс Антиква й Вайс Готичний), Рудольфа Коха (1876—1934) (Валлау та Кабл), Пауля Реннера (1878—1956) (Футура та Плак), Еріка Гілля (1882—1940) (Гілль та Перпетуа), Георга Трумпа (1896—1985) (Сіті й Дельфін), Карлгеорга Хефера (народився 1914) (Сальто та Перманент), Германа Цапфа (народився 1918) (Палатіно та Оптіма), а також Гюнтера Герхарда Ланге (народився 1921) (Арена та Конкорд).
Авторами значущих й розповсюджуваних нині шрифтів є також Ганс Едуард Маєр (народ 1922) (Синтакс й Синдор), Ед Бенгайт (народився 1927) (Сувенір та Барселона), Адріан Фрутігер (народився 1928) (Меридієн та Фрутигер), Метью Картер (народився 1937) (Галліард та Батстрем Чартер), а також Герард Унгер (народився 1942) (Свіфт та Гуллівер). Сьогодні особливою увагою користуються проєкти Германа Цапфа й Адріана Фрутігера, Цапф за допомогою свого шрифту Цапфіно (1998) розвинув каліграфічне письмо, причому, ним були використовані можливості комп'ютерної графіки, завдяки чому вдалося створити дивовижний по різноманітності шрифт.
Створений у 1953–1957 роках Фрутігером шрифт Юніверс став класичним шрифтом сучасності. У 1997  він був модернізований у рамках шрифтової програми Liotype Library. В результаті Linotype Univers отримав 59 шрифтових накреслень (спочатку було 21 накреслення), що посприяло подальшому розповсюдженню цього шрифту.
Не дивлячись на усі зміни й досягнення в області накреслення шрифтів з часів Середньовіччя, проєктування шрифтів все ще залишається процесом, який не втратив необхідність збереження початкового задуму. Необхідні технічні та естетичні знання при створенні нових комунікативних знаків.
Разом із шрифтами Західної Європи (класифікація DIN 16518) існує велика група нелатинських шрифтів із своєю власною історією розвитку та різноманітними формами. До них відносяться грецький шрифт, кирилиця, єврейський, арабський, китайський та японський шрифти.

## 3D-друк
3D-друк є однією з форм технології адитивного виробництва, де об'єкти створюються з використанням тривимірних моделей та 3D-принтера. Тривимірний об'єкт створюється послідовним накладанням шарів матеріалу. 3D принтери дозволяють друкувати об'єкти з декількох матеріалів та з різними механічними і фізичними властивостями одночасно.

## Застосування друку
Друк застосовують в інформаційних та художніх цілях. Найпоширенішими різновидами інформаційного друку є книгодрукування, періодична преса і рекламні матеріали. Художній друк вживається для створення художніх творів; окремі види друку при цьому розглядають як окремі види художньої графіки. В рекламних друках та друкові на упаковці інформаційна та художня складова поєднані нерозривно, утворюючи разом зразки графічного дизайну.

### Друкована електроніка
Друкована електроніка — виробництво електронних пристроїв з використанням стандартних засобів друку. Друковані технології електроніки можуть виготовлятися на дешевих матеріалах, таких як папір чи плівка, що робить цей метод надзвичайно економічним. Але традиційно електроніка друкується на текстолітних платах з використанням спеціальної технології.

### Застосування 3D-друку
3D-друк застосовують у сфері ювелірних виробів, взуття, промислового дизайну, архітектури, проєктування та будівництва, прототипуванні механізмів